# Моцарт, Мария Анна Текла
Мария Анна Текла Моцарт (род. 25 сентября 1758 — 25 января 1841), по прозвищу Марианна, известная как Басле («маленькая кузина») — двоюродная сестра и подруга Вольфганга Амадея Моцарта.

## Биография

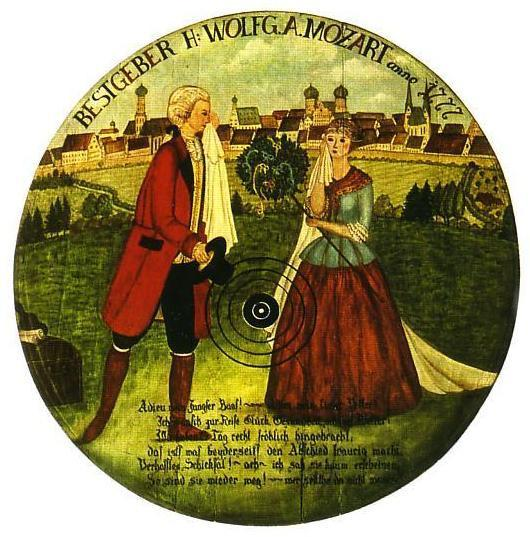
Современная реконструкция мишени для bölzlschiessen (стрельба дротиками), лёгкого развлечения семьи Моцартов. На ней изображено печальное прощание Марианны и Моцарта в 1777 году.

Марианна Моцарт родилась в Аугсбурге, была третьей из пяти дочерей Франца Алоиза Моцарта (младшего брата Леопольда Моцарта) и Марии Виктории Эшенбах. Она стала единственным выжившим ребёнком в семье. Осенью 1777 года, в возрасте 19 лет, Марианна познакомилась со своим 21-летним кузеном Вольфгангом Амадеем Моцартом. Встреча произошла в Аугсбурге, между 11 и 26 октября. Молодые люди быстро сблизились, и, вероятно, их отношения приняли интимный характер.
Свидетельством этой связи служат десять сохранившихся писем, написанных Вольфгангом Марианне. Эти письма, известные как «письма Басле» (от немецкого уменьшительно-ласкательного Bäsle — «маленькая кузина», также «кузинушка-образинушка»), поражают обилием скатологического и сексуального юмора. В одном из писем от 23 декабря 1778 года, переведённом американским музыковедом Мейнардом Соломоном на английский язык в рифмованной форме, Моцарт пишет:
«Приди ненадолго, а то я обоссусь. Если ты это сделаешь, этот высокородный и могущественный человек подумает, что ты очень любезна, шлепнёт тебя по заднице, поцелует тебе руки, моя дорогая, выстрелит из пистолета в воздух, тепло обнимет тебя, заметь, и вымоет спереди и сзади, выплатит тебе все свои долги до последнего гроша и выстрелит из пистолета с воодушевляющей ноткой, возможно, даже позволит чему-нибудь упасть с его лодки».
После возвращения из Парижа Моцарт пригласил Марианну навестить его семью в Зальцбурге. В январе 1779 года она приехала из Мюнхена и провела в Зальцбурге около двух с половиной месяцев, несмотря на неодобрение отца Вольфганга, Леопольда. Возможно, Марианна надеялась выйти замуж за кузена, но этим надеждам не суждено было сбыться. Прежняя теплота в отношениях угасла. Последняя встреча кузенов состоялась в Аугсбурге в марте 1781 года.
Марианна получила образование, соответствующее ее статусу гражданки вольного города Священной Римской империи, и в юности продолжила обучение в Мюнхене. Современники описывали ее как красивую, милую, яркую, веселую и жизнерадостную девушку. В 1784 году у нее родилась внебрачная дочь Мария Йозефа. Отцом ребёнка был каноник доктор Теодор Франц де Паула Мария барон фон Райбельд (1752—1807), который щедро обеспечивал Марианну и дочь.
Марианна Моцарт так и не вышла замуж. После смерти матери в 1791 году, в 1808 году она переехала к своей дочери и зятю, почтмейстеру Францу-Йозефу Штрейтелю. В 1803 году умер ее единственный внук, Карл Йозеф. В 1812 году семья перебралась в Кауфбойрен, а в 1814 — в Байройт, где Марианна прожила до конца своих дней.
Марианна Моцарт скончалась в Байройте в возрасте 82 лет, спустя 50 лет после смерти своего знаменитого кузена. В ее доме был найден портрет Вольфганга, подаренный ей в Мангейме в 1778 году. Спустя всего 15 месяцев умерла ее 58-летняя дочь. Обе были похоронены на городском кладбище в Байройте, но их могилы не сохранились. В память о Марианне Моцарт установлены две мемориальные доски: одна у Старого комендантского дома, другая у входа на городское кладбище.

### Комментарии
1. ↑  в оригинале нем. bäsle häsle